# حامد خضر
حامد خضر عباس (ولد 1 يوليو 1955 - 1 أغسطس 1997) هو ممثل مسرحي عراقي.

## حياته ونشأته
حامد خضر عباس الحاج حسون شبع ألكلابي، مواليد محافظة النجف قضاء المشخاب 1 يوليو 1955، أكمل دراسته الابتدائية في النجف والمتوسطة في الحلة، ثم دراسته في معهد الفنون الجميلة في (1976/1977) قسم المسرح، ثم أكمل دراسته في جامعة بغداد أكاديمية الفنون الجميلة، قسم المسرح في (1980/1981) بتقدير جيد، والده كان موظفًا بسيطًا في دائرة البريد له اهتمامات وتوجهات شيوعية انتهى به المطاف متوفيا على فراش المرض، ووالدته امرأة نجفية من عشيرة الشمرتي النجفية، له ثمانية أخوة وستة أخوات استشهد اثنين من أخوته في حرب الخليج الأولى وهم (أحمد و عقيل) وأعدم ثالث (محمود) في أحداث انتفاضة 1991 في العراق.

## أعماله
كانت له مساهمات بسيطة في بداية مشواره في العمل المسرحي حيث كان مدير للمسرح في الكثير من العروض منه مسرحية( يونس السبعاوي ) أخراج محسن العلي وتأليف طارق عبد الواحد وكما عمل ممثلا ومدير للمسرح في مسرحية ( نفط نفط ) إخراج رزاق حميد وسيناريو الأستاذ قاسم محمد وساهم ممثلا في مسرحية ( البرقية ) أخراج الأستاذ محسن العزاوي هذه كلها كانت بدايات وإسهامات بسيطة في المسرح العراقي أما في الفن السابع ( السينما ) كانت له مساهمة بسيطة في فلم ( بيوت في ذلك الزقاق ) من أنتاج دائرة السينما والمسرح تناول الفلم ظاهرة العمل الرأسمالي في البيوت المنتشرة في العالم الثالث في ذلك الوقت وكيفية استغلال الناس بشكل مقيت كان الفلم من تمثيل سعدية الزيدي ونزار السامرائي وحامد خضر وعبد الجبار كاظم ومكي البدري بعدها دخل والدي معترك العمل المسرحي وكانت له أراء ووجهات نظر كان يعتبرها البعض أنها متطرفة شكلت له مشاكل كثيرة في معهد الفنون الجميلة.

### أهم أعماله المسرحية
أسهم في رفد المسرح بأعمال مسرحية مهمة في تاريخ المسرح العراقي الجاد الملتزم
- المحاكمة	1976
- أيها الناس أنتم ياعرب 1977
- مسافر ليل 1979
- عمارة أبو سعيد / فرقة المسرح الفني الحديث	1984
- الأغنية الأخيرة / معهد الفنون الجميلة	1987
- أرض الفظة / معهد الفنون الجميلة	1988
- يوم من قيامة	1992
- عن علاقات الدائرة / المشاهدة الأولى 1984
- عن علاقات الدائرة / المشاهدة الثانية 1992
- الذي لم يقل كلمته بعد	1994
- كومدوس 1994
- المحذوف يتألق ثانية في عالم الأضداد 1995

هذا إلى جانب إسهامه في العديد من المسرحيات العراقية كممثل لادوار محفورة في ذاكرة الجماهير مثل دوره في مسرحية ( القيثارة الحديدية ) كما وساهم في مسرحية (إلف حلم وحلم ) من تأليف الأستاذ فلاح شاكر وإخراج الفنان الراحل هاني هاني رحمه الله وأشترك في الكثير من الأعمال التلفزيونية منها مسلسل (مجنون ليلى) ومسلسلات تاريخية مثل ( الكلم الطيب ) ومسلسلات بدوية كثيرة إلى أخر أدواره تألقا هو دور (المجنون) في مسرحية (المجنون) إخراج الفنان الكبير ( قاسم محمد ) هذا إلى جانب عمله في الإذاعة والتلفزيون بصفات مختلفة.

## جوائز
- جائزة أفضل ممثل في مهرجان المسرح الجامعي 1979/1980
- شهادة تقديريه لمهرجان حقي الشبلي السابع والمسرح الجامعي الثالث 1990
- جائزة أفضل مخرج مسرحي عن مسرحية ( عن علاقات الدائرة ) في مهرجان منتدى المسرح الثامن 1992
- شهادة تقديرية لمهرجان حقي الشبلي التاسع عن توليفه وإخراجه لمسرحية ( الاحتفالية الكبرى ) 1993
- شهادة تقديرية في الملتقى السينمائي الخامس 1996.